# Auckland (regija)
Auckland (maorski: Tāmaki-makau-rau) je jedna od 16 regija u Novom Zelandu.

## Zemljopis
Regija se nalazi na sjeveru Sjevernog otoka. Površina joj iznosi 4.894 km². Susjedne regije su Northland
na sjeveru i Waikato na jugu. Najviši vrh regije je visok 722 metra, a nalazi se na otoku Little Barrier.

## Administrativna podjela
Središte regije je grad Auckland, a podjeljena je na sedam distrikta i gradova.

## Stanovništvo
Prema popisu stanovništva iz 2011. godine u regiji živi 1.486.000 stanovnika, što je 33,7% od ukupnog stanovništva Novog Zelanda. U posljednjih 10 godina broj stanovnika povećan je za više od 240.000.  Prema popisu stanovništva iz 2001., u regiji živi 26,3 % novozelandske europske populacije, 24,3 % novozelandske maorske populacije, 66,7 % novozelandske pacifičke populacije, 63,7 % od ukupnog azijskog stanovništva i 54,7 posto od ukupnog ostalog stanovništva. Ovi statistički podaci ukazuju na veliku etničku raznolikost regije, pogotovo u odnosu na ostatak Novog Zelanda.

## Vanjske poveznice
- Službena stranica regije